# Oberspechtrain

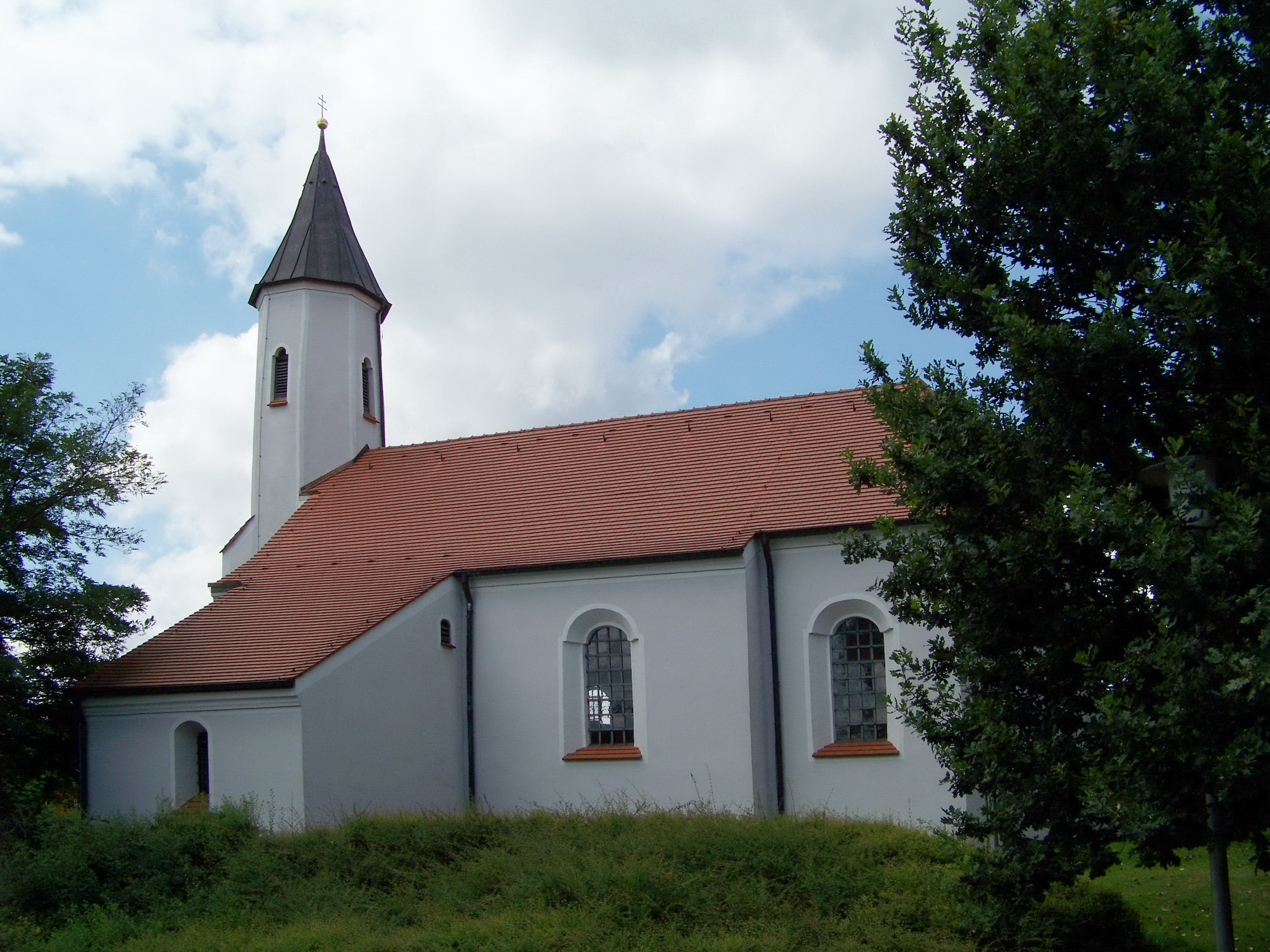
Die Filialkirche St. Stephanus

Oberspechtrain ist ein Gemeindeteil in der Gemarkung Weigendorf der Gemeinde Loiching im niederbayerischen Landkreis Dingolfing-Landau.

## Lage
Oberspechtrain ist ein Kirchdorf und liegt im Isar-Inn-Hügelland etwa fünf Kilometer südlich von Loiching.

## Geschichte
Der Name des Ortes wird von einem Spähturm auf einem Rain hergeleitet, eine andere Erklärung deutet ihn als an einem Rain liegenden Ort, an dem es viele Spechte gab. Vor 1300 kam der Besitz der Edlen von Zulling inklusive der beiden Höfe in ober Spehtrayn an den Herzog und unterstand seit 1386 dem neu gegründeten Landgericht Teisbach. 1752 bestand Oberspechtrain aus fünf Anwesen und gehörte zur Obmannschaft Pirken sowie zum Amt Frontenhausen des Landgerichts Teisbach.
Bei der Gemeindebildung 1818/1821 wurde Oberspechtrain ein Teil der Gemeinde Weigendorf, mit der es im Zuge der Gebietsreform am 1. April 1971 zur Gemeinde Loiching gelangte. Kirchlich wurde es 2001 aus dem Pfarrsprengel Loizenkirchen herausgelöst und der Expositur Wendelskirchen eingegliedert. Im Jahr 2013 hatte Oberspechtrain 85 Einwohner.

## Sehenswürdigkeiten
- Filialkirche St. Stephanus. Der schlichte barocke Saalbau mit eingezogenem Chor nach Norden und Südturm wurde 1723 errichtet. Die Einrichtung stammt aus dem 18. Jahrhundert. Die Orgel mit sechs Registern des A.F. Bittner in Freystad von 1826 wurde 1894 von Carl Ludwig Edenhofer umgebaut. 1996 erfolgte eine Außenrenovierung der Kirche und 2004 die Überholung der Orgel. Das Orgelgehäuse stammt aus der Zeit um 1770.
- Antoniuskapelle. Sie wurde von Mathias und Maria Forstmaier im Jahre 1861 erbaut.

## Vereine
- Kegelclub Oberspechtrain
- Spechtrainer Dorfgemeinschaft